# Marmara affirmata
Marmara affirmata là một loài bướm đêm thuộc họ Gracillariidae. Nó được tìm thấy ở Peru.